# Shane & Shane
Shane & Shane é uma banda cristã do Texas de louvor e adoração.
A banda consiste em Shane Barnard (vocal, guitarra acústica), Shane Everett (vocal), Todd Cromwell (baixo, Back vocal) e Taylor Johnson (guitarra elétrica, back acústico). Shane & Shane são financiados pelo Hunter Hall.

## Discografia
- Rocks Won't Cry - 1998 (Shane Barnard, Independent)
- Psalms - 2001 (Shane Barnard, Independent)
- Window to the Inner Court (CD) - 2001 (Shane Everett)
- Psalms - 2002 (Inpop)
- Carry Away - 2003 (Inpop)
- Upstairs - 2004 (Inpop)
- Clean - 2004 (Inpop)
- An Evening with Shane and Shane (CD/DVD) - 2005 (Inpop)
- Bluegrass Sampler (feat. Peasall Sisters) (CD) - 2006 (Inpop)
- Pages (CD) - 2007 (Inpop)
- Glory in the Highest (CD) - 2008 (Inpop)
- Everything is different (CD) - 2009